# Каям-Фефей
Каям-Фефей (фр. Kayam-Féfey) — деревня в Чаде, расположенная на территории региона Канем. Входит в состав департамента Канем.

## География
Деревня находится в западной части Чада, к северо-востоку от озера Чад, на высоте 304 метров над уровнем моря.
Каям-Фефей расположен на расстоянии приблизительно 181 километра к северо-северо-востоку (NNE) от столицы страны Нджамены. Ближайшие населённые пункты: Ориде, Сомбори, Ндиали-Уни, Блари, Нгара, Какай, Ндиали-Тумболом.
Климат деревни характеризуется как аридный жаркий (BWh в классификации климатов Кёппена).

## Транспорт
Ближайший аэропорт расположен в городе Нгури.